# Megumi Torigoe
Megumi Torigoe (鳥越 恵, Torigoe Megumi), est une joueuse internationale de football japonaise.

## Biographie
Le 8 novembre 1999, elle fait ses débuts avec l'équipe nationale japonaise lors de la Coupe d'Asie, contre la Thaïlande. Elle compte 8 sélections en équipe nationale du Japon de 1999 à 2001.

## Statistiques
Le tableau ci-dessous présente les statistiques de Megumi Torigoe en équipe nationale
| Équipe du Japon | Équipe du Japon | Équipe du Japon |
| Année           | Matchs          | Buts            |
| --------------- | --------------- | --------------- |
| 1999            | 5               | 0               |
| 2000            | 2               | 0               |
| 2001            | 1               | 0               |
| Total           | 8               | 0               |